# Kreisbibliothek Eutin
Die Kreisbibliothek Eutin ist eine öffentliche Bibliothek in der ostholsteinischen Kreisstadt Eutin.

## Geschichte
Im Jahr 1938 wurde in der  Landesbibliothek Eutin die „Abteilung Volksbücherei“ gegründet. Damit wurde der Grundstein für die heutige Kreisbibliothek gelegt. 1946 entstand aus dieser Abteilung die Kreisbibliothek Eutin. Diese Bibliothek hat sich im Laufe der Zeit in verschiedenen historischen Gebäuden in Eutin befunden. 1949 zog die Bibliothek zusammen mit den historischen Altbeständen der Landesbibliothek in das Kavalierhaus am Schlossplatz und 1980 in die neugeschaffenen Räume in der ehemaligen Wagenremise. Die Bibliothek wird seit 1975 von der im gleichen Jahr durch den Kreis Ostholstein ins Leben gerufenen Stiftung zur Förderung der Kultur und Erwachsenenbildung des Kreises Ostholstein getragen.

## Bestand
Gegründet aus einem Anfangsbestand von 1.500 Büchern hat die Kreisbibliothek inzwischen einen Bestand von ca. 50.000 Medieneinheiten erreicht. Dieser Bestand setzt sich zusammen aus Belletristik, Sachliteratur, Literatur-CDs, Musik-CDs, DVDs, Blu-rays, Brett- und Konsolenspielen, Tagespresse, Zeitschriften, Online-Datenbanken des Munzinger-Archivs  und E-Books.

## Angebote
Ein zentrales Anliegen der Kreisbibliothek ist die Förderung der Lesekompetenz bei Kindern. Das Angebot an Veranstaltungen zielt darauf ab, Kinder spielerisch an das Lesen heranzuführen. Darüber hinaus gibt es eine enge Kooperation mit den Schulen vor Ort. Neben regelmäßigen Klassenführungen finden auch Seminare zur Informationskompetenz statt. In Zusammenarbeit mit Kooperationspartnern werden Ausstellungen, Lesungen und Aktionen für Erwachsene, Kinder und Jugendliche angeboten.